# Anisodes compacta
Anisodes compacta là một loài bướm đêm trong họ Geometridae.